# Ходоры
Ходоры (укр. Ходори) — село на Украине, находится в Радомышльском районе Житомирской области.
Код КОАТУУ — 1825086203. Население по переписи 2001 года составляет 119 человек. Почтовый индекс — 12230. Телефонный код — 4132. Занимает площадь 0,707 км².

## Адрес местного совета
12230, Житомирская область, Радомышльский р-н, с.Меньковка